# فرانکنشتاین (زاکسونی)
فرانکنشتاین (به آلمانی: Frankenstein) یک منطقهٔ مسکونی در آلمان است که در آئدرن واقع شده‌است. فرانکنشتاین  ۱٬۱۱۹ نفر جمعیت دارد.